# Physoneura minuscula
Physoneura minuscula är en tvåvingeart som först beskrevs av Edwards 1931.  Physoneura minuscula ingår i släktet Physoneura och familjen fjädermyggor. Inga underarter finns listade i Catalogue of Life.